# Rabbit Hood
Rabbit Hood är en tecknad kortfilm från 1949 i serien Merrie Melodies regisserad av Chuck Jones. Filmen har Snurre Sprätt i huvudrollen.

## Handling
Filmen börjar med att man får se en tegelmur med meddelanden om att man inte får ta något från kungens ägor, inte ens ägg, på muren finns även efterlysningsaffischer för Robin Hood och Lille John. Innanför muren finns ett morotsland, Snurre Sprätt försöker ta en morot därifrån utan att han märks, men ett larm kopplat till moroten väsnas, Snurre försöker tysta ner larmet genom att hoppa på det och lyckas till slut med det. Då kommer sheriffen och fångar honom och han vill sätta Snurre på sträckbänken, men då dyker Lille John fram ur träden och introducerar Robin Hood. Robin Hood är dock inte där och Lille John sticker därifrån. Snurre tar då och ljuger till sheriffen om att kungen kommer. När sheriffen bugar klubbar Snurre ner honom och springer iväg.
Sedan står Snurre vid muren och funderar på hur han ska komma över den när sheriffen kommer, Snurre springer därifrån med sheriffen efter sig och de kommer till rosenträdgården, som sheriffen menar är fin mark. Snurre låtsas nu vara en fastighetsmäklare och lurar sheriffen att köpa marken och bygga ett hus där. Sheriffen har byggt halva huset i trädgården innan han inser att han blivit lurad, rasande lovar han att hämnas medan han slår sig själv på huvudet med en hammare. Snurre klättrar i muren när sheriffen skjuter en pil som skaver Snurre, han tappar greppet och landar i famnen på Lille John, som säger att Robin Hood är här, fast han syns fortfarande inte. Snurre tar sedan tillfället i akt att presentera Lille John och sheriffen för varandra flera gånger och återigen avleda sheriffens uppmärksamhet. Medan de hälsa på varandra märker sheriffen att Snurre sticker därifrån och han följer efter Snurre. Snurre säger att kungen kommer men sheriffen försöker att inte luras en gång till. Men när sheriffen vänder sig om för att bevisa för sig själv att Snurre bara ljuger är han förvånad över att se Snurre klädd först som en hornblåsare, sedan som en utropare innan han kommer klädd som kung. Sheriffen bugar och Snurre låtsas dubba honom med flera löjliga titlar, och varje gång han dubbar sheriffen slår han honom på huvudet med en spira. Sheriffen blir yr och sjunger "London Bridge is Falling Down" innan han faller på en tårta som Snurre snabbt bakat under sången.
Då hör Snurre att Lille John introducerar Robin Hood igen, men Snurre hånar honom eftersom Robin Hood inte har synts till när han sa det tidigare. Men den här gången talar han sanning, och Robin dyker upp, spelad av Errol Flynn i Robin Hoods äventyr. Snurre säger att det är löjligt och att det kan inte vara han.